# لسرا (تگزاس)
لسرا (به انگلیسی: Lasara) یک منطقهٔ مسکونی در ایالات متحده آمریکا است که در شهرستان ویلسی، تگزاس واقع شده‌است. لسرا ۳٫۶ کیلومتر مربع مساحت و ۱٬۰۳۹ نفر جمعیت دارد و ۱۳ متر بالاتر از سطح دریا واقع شده‌است.